# Bayonne Bridge
 Il Bayonne Bridge è un ponte ad arco che attraversa il fiume Kill Van Kull e collega Bayonne, New Jersey con Staten Island, New York City. Vi passano la New York State Route 440 (NY 440) e la New Jersey Route 440. È il quinto ponte ad arco più lungo del mondo per quanto riguarda la lunghezza della campata principale ed era primo in questa classifica al momento del suo completamento.
L'originale carreggiata presentava due corsie di traffico automobilistico in ogni direzione, nonché un marciapiede. Nel 2013 è iniziato un progetto per innalzare le carreggiate del ponte per permettere il passaggio alle navi New Panamax. La prima parte della nuova carreggiata è stata aperta al traffico verso nord e verso sud il 20 febbraio 2017 e la seconda metà della carreggiata è stata completamente aperta l'11 febbraio 2019. È presente inoltre un percorso separato per pedoni e ciclisti, aperto il 24 maggio 2019. L'autorizzazione al transito di navi New Panamax è stata rilasciata l'8 giugno 2017.